# (9141) Kapur
(9141) Kapur es un asteroide perteneciente al cinturón de asteroides, descubierto el 16 de octubre de 1977 por Cornelis Johannes van Houten en conjunto a su esposa también astrónoma Ingrid van Houten-Groeneveld y el astrónomo Tom Gehrels desde el Observatorio del Monte Palomar, Estados Unidos.

## Designación y nombre
Designado provisionalmente como 5174 T-3. Fue Llamado así en honor a Shekhar Kapur (n. 1945), actor indio y director de cine de Bombay cuya reciente aclamación ha puesto a "Bollywood" en el mapa internacional. Los 800 largometrajes producidos anualmente en Bombay representan casi el 20 por ciento del total mundial, y son el doble de los que provienen de Hollywood. La película Elizabeth de Kapur de 1998 recibió siete nominaciones al Oscar y 12 nominaciones a la Academia Británica. La proyección de su película de 1994 Bandit Queen, una historia real sobre una mujer de casta inferior que se defendió después de ser violada en grupo y finalmente fue elegida para el parlamento indio, fue inicialmente prohibida en India.

## Características orbitales
Kapur está situado a una distancia media del Sol de 3,165 ua, pudiendo alejarse hasta 3,779 ua y acercarse hasta 2,551 ua. Su excentricidad es 0,194 y la inclinación orbital 13,122 grados. Emplea 2056,65 días en completar una órbita alrededor del Sol.
Los próximos acercamientos a la órbita de Júpiter ocurrirán el 12 de junio de 2108, el 5 de abril de 2119 y el 29 de septiembre de 2129.

## Características físicas
La magnitud absoluta de Kapur es 12,64. Tiene 21,078 km de diámetro y su albedo se estima en 0,048.